# FOSS.IN

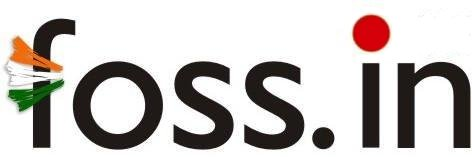
Il logo ufficiale della conferenza

Il FOSS.IN è una conferenza riguardo al Software Libero ed Open Source (Free and Open Source Software), tenuta in India.
È il successore della conferenza conosciuta come Linux Bangalore, ed è uno dei più grandi eventi del FOSS in Asia. Inizialmente destinato ad essere una conferenza nazionale del FOSS per l'India, è cresciuto nel giro di cinque anni, diventando una conferenza internazionale, che attrae partecipanti da tutto il mondo.
L'evento è tenuto a Bangalore, in India, nella seconda metà di novembre, oppure la prima di dicembre, dal 2001.

## Storia

### Linux Bangalore
Linux Bangalore era la prima FOSS ufficiale indiana, tenuta annualmente a Bangalore, in India.
Quest'evento comprendeva discussioni, laboratori, riunioni e dimostrazioni, fatte da oratori nazionali e stranieri, e copriva un ampio spettro di tecnologie del FOSS, a partire dalla programmazione dei kernel a quella dei desktop environment, dallo sviluppo di applicazioni Web a quello di videogiochi.
Tenuto la prima volta nel 2001, l'evento vide la partecipazione di centinaia di migliaia di delegati, sia indiani che internazionali, ed ebbe altrettanto successo anche nel 2002, nel 2003 e nel 2004. A differenza degli eventi commerciali di Linux, Linux Bangalore era un evento gestito interamente dalla comunità per il software libero e open source indiana, e finanziato dal Bangalore Linux User Group.
Quest'evento fu visto come un traguardo per il FOSS nel mondo dell'informatica in India, è ciò si riflesse nel numero di spettatori del Linux Bangalore, che vantava una grande partecipazione da parte dei programmatori software.
Alla conclusione dell'LB/2004, che vide circa 3000 partecipanti, fu annunciato il cambiamento ufficiale del nome, a dimostrazione che il Linux Bangalore non era più un evento regionale, ma internazionale.
Il 12 agosto 2005 fu deciso che il prossimo nome sarebbe stato FOSS.IN.

### FOSS.IN
A differenza del suo predecessore Linux Bangalore, il FOSS.IN si occupa di argomenti che vanno al di là del semplice Linux, ma copre invece tutte le tecnologie libere ed open source.
Tenuto per tradizione a Bangalore, questo evento è tenuto nella seconda metà di novembre o la prima di dicembre, annualmente.
Quest'evento è sponsorizzato e finanziato dalla comunità FOSS della città dove è tenuto.

### FOSS.IN/2005
Il FOSS.IN/2005 ebbe luogo dal 29 novembre al 2 dicembre 2005 al Palazzo di Bangalore. Vide la partecipazione di migliaia di delegati, con più di 140 oratori che presentavano 180 laboratori, discussioni e tanto altro. Tra gli oratori internazionali del 2005 abbiamo Alan Cox, Jonathan Corbet, Harald Welte, Rasmus Lerdorf, Danese Cooper e Volker Grassmuck.
Ad ogni modo, l'attrazione principale non erano soltanto le discussioni tenute da oratori importanti, ma le "conversazioni" tra i partecipanti, che per la prima volta videro l'interazione tra gli utenti FOSS, sviluppatori e rappresentanti da tutta l'India e da molte nazioni, e tra il Governo indiano. Ci furono 2751 registrazioni a quest'iniziativa.

### FOSS.IN/2006
Il FOSS.IN/2006 fu tenuto dal 24 al 26 novembre 2006, al National Science Symposium Centre dell'Istituto Indiano Scientifico a Bangalore.
Gli sponsores includevano il Ministero delle Comunicazioni e della Tecnologia Informatica indiano, l'azienda Sun Microsystems, Google, db4objects, Wipro, ABB India, il CDAC ed altri ancora.

### FOSS.IN/2007
Il FOSS.IN/2007 è stato già annunciato, e si terrà dal 4 all'8 dicembre 2007.

## Il ruolo della comunità
Mentre la coordinazione dell'intero evento è gestita da un team capitanato da Atul Chitnis, l'intero contenuto (discussioni e laboratori) dell'evento è creato dalla comunità FOSS indiana, oltre che da personalità importanti del FOSS di altri paesi. Al FOSS.IN contribuiscono, ad ogni modo, anche i membri del team del linux-bangalore, ed è reso possibile grazie ai contributi dei suoi membri.

## Fondi
L'evento raccoglie i suoi fondi grazie agli sponsor del mondo dell'industria. Le aziende pagano una piccola quota che è organizzata per comprare cibo e T-Shirts. Come il suo precedente, il FOSS.IN vuole portare la conoscenza anche alle persone di bassa estrazione sociale.

## Il ruolo del Governo indiano
Quest'evento riceve l'incoraggiamento e il patrocinio del Governo indiano, in particolare del Ministero delle Comunicazioni e della Tecnologia Informatica, che ha aumentato i suoi sforzi nel popolarizzare il FOSS in India come un'alternativa ai costosi e spesso problematici software proprietari, come quelli della Microsoft.